# Laura Cosac
Laura Cosac é uma atriz romena nascida na Transilvânia
Laura é filha do  famoso diretor Vidi Cosac com a estrela do teatro romeno Ana Cosac. Possui consolidada carreira internacional tendo atuado ao lado de grandes nomes como os atores  Michael Caine, Michael Keaton e o diretor Guy Ritchie, marido de Madonna que a dirigiu em Revolver. Laura participou de produções de destaque da TV Inglesa como The Vice da BBC e Absolute Power do Channel 4.